# Held der Volksrepublik Donezk
Held der Volksrepublik Donezk (russisch Герой Донецкой Народной Республики) ist der höchste Ehrentitel der Volksrepublik Donezk und wurde am 3. Oktober 2014 gestiftet. Er ähnelt dem Ehrentitel Held der Russischen Föderation. Der Ehrentitel wird mit einer tragbaren Auszeichnung verliehen, welche vom Held der Russischen Föderation nur durch das unterschiedliche Band und das Revers unterschieden werden kann.

## Aussehen
Der goldene Stern des Helden der Volksrepublik Donezk wird am schwarz-blau-roten Band (entsprechend den Farben der Flagge der Volksrepublik Donezk) verliehen. Auf der Rückseite ist die Inschrift „Held der DNR“ (russisch: Герой ДНР) zu lesen.

## Verleihung
Die Verleihung erfolgt auf Beschluss des Oberhauptes der Volksrepublik Donezk und des Präsidiums des Ministerrates. Die erste Verleihung erfolgte an Wladimir Kononow, Verteidigungsminister der Volksrepublik Donezk. Auch der Stadt Donezk wurde der Titel einer „Helden-Stadt“ verliehen.